# Henicus prodigiosus
Henicus prodigiosus är en insektsart som först beskrevs av Carl Stål 1878.  Henicus prodigiosus ingår i släktet Henicus och familjen Anostostomatidae. Inga underarter finns listade i Catalogue of Life.